# Alice Arden
Alice Jean Arden-Hodge (Philadelphia, 23 juli 1914 – Roscoe, 1 maart 2012) was een Amerikaans atlete, die gespecialiseerd was in het hoogspringen. Zij nam eenmaal deel aan de Olympische Spelen, maar veroverde bij die gelegenheid geen medaille.

## Loopbaan
Arden vertegenwoordigde haar land op de Olympische Spelen van 1936 in Berlijn, waar zij bij het hoogspringen aanvankelijk op de negende plaats eindigde met een sprong van 1,50 m. Doordat de Duitse deelneemster Dora Ratjen uit de rangschikking werd gehaald, nadat twee jaar later was vastgesteld dat zij in werkelijkheid een man was, schoof Arden alsnog op naar de achtste plaats. 
Na deze Olympische Zomerspelen zette Alice Arden een punt achter haar carrière als sportvrouw, om zich vervolgens in te zetten voor enkele olympische comités.
Alice Arden is de moeder van Russ Hodge, die als tienkamper deelnam aan de Olympische Spelen van 1964 en die in 1966 het wereldrecord in deze discipline verbeterde door dit op 8230 punten te stellen. Hij hield dit record een klein jaar in zijn bezit.

## Titles
- Amerikaans kampioene hoogspringen - 1933
- Amerikaans kampioene hoogspringen - 1934, 1935

## Persoonlijk record
| Onderdeel    | Prestatie | Jaar |
| ------------ | --------- | ---- |
| hoogspringen | 1,61 m    | 1935 |

## Palmares

### hoogspringen
- 1936: 8e OS - 1,50 m